# Lillesjön (Södra Härene socken, Västergötland)
Lillesjön är en sjö i Vårgårda kommun i Västergötland och ingår i Göta älvs huvudavrinningsområde. Norr om sjön går den 12  kilometer långa vandringsleden Sju sjöars led.

## Galleri

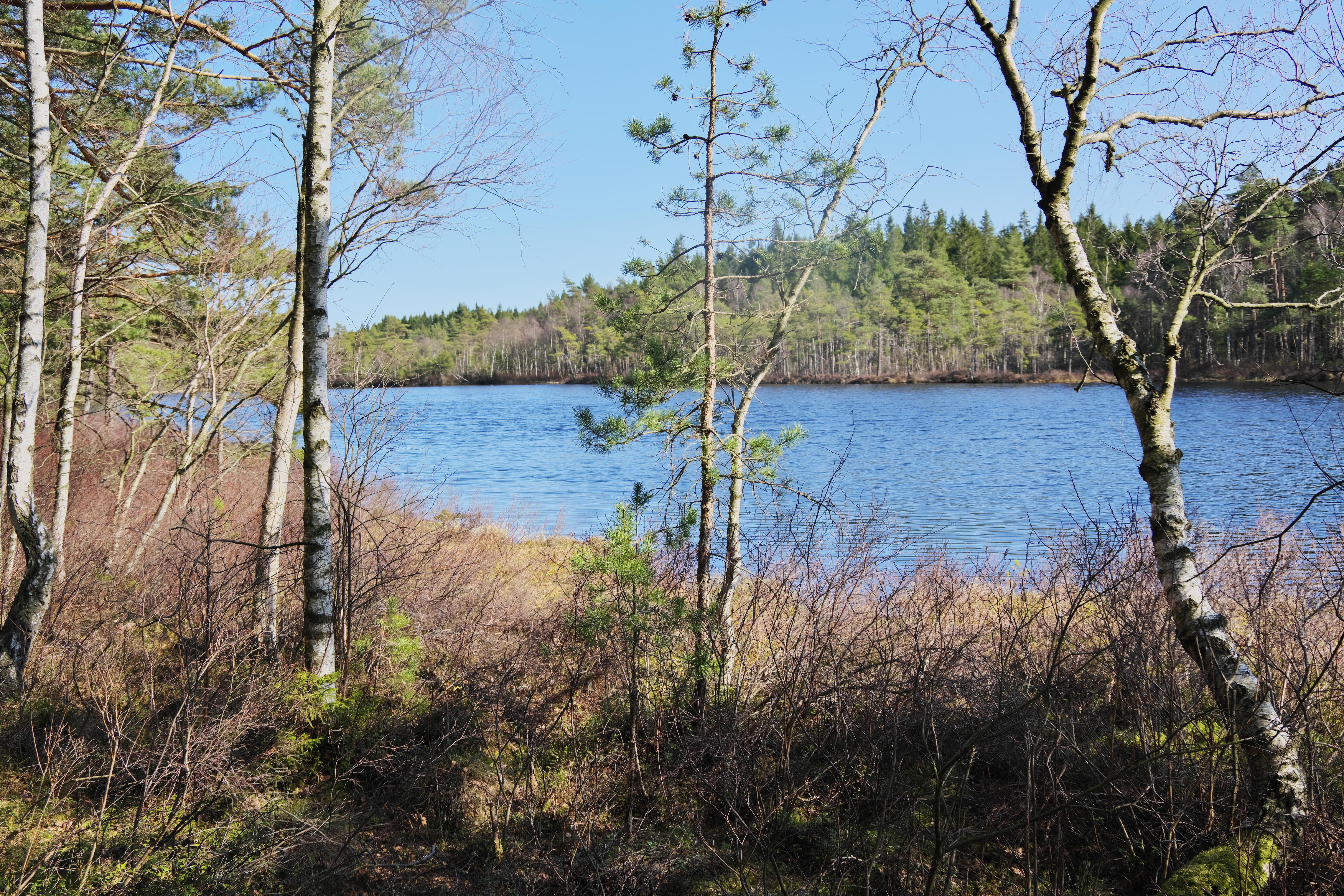
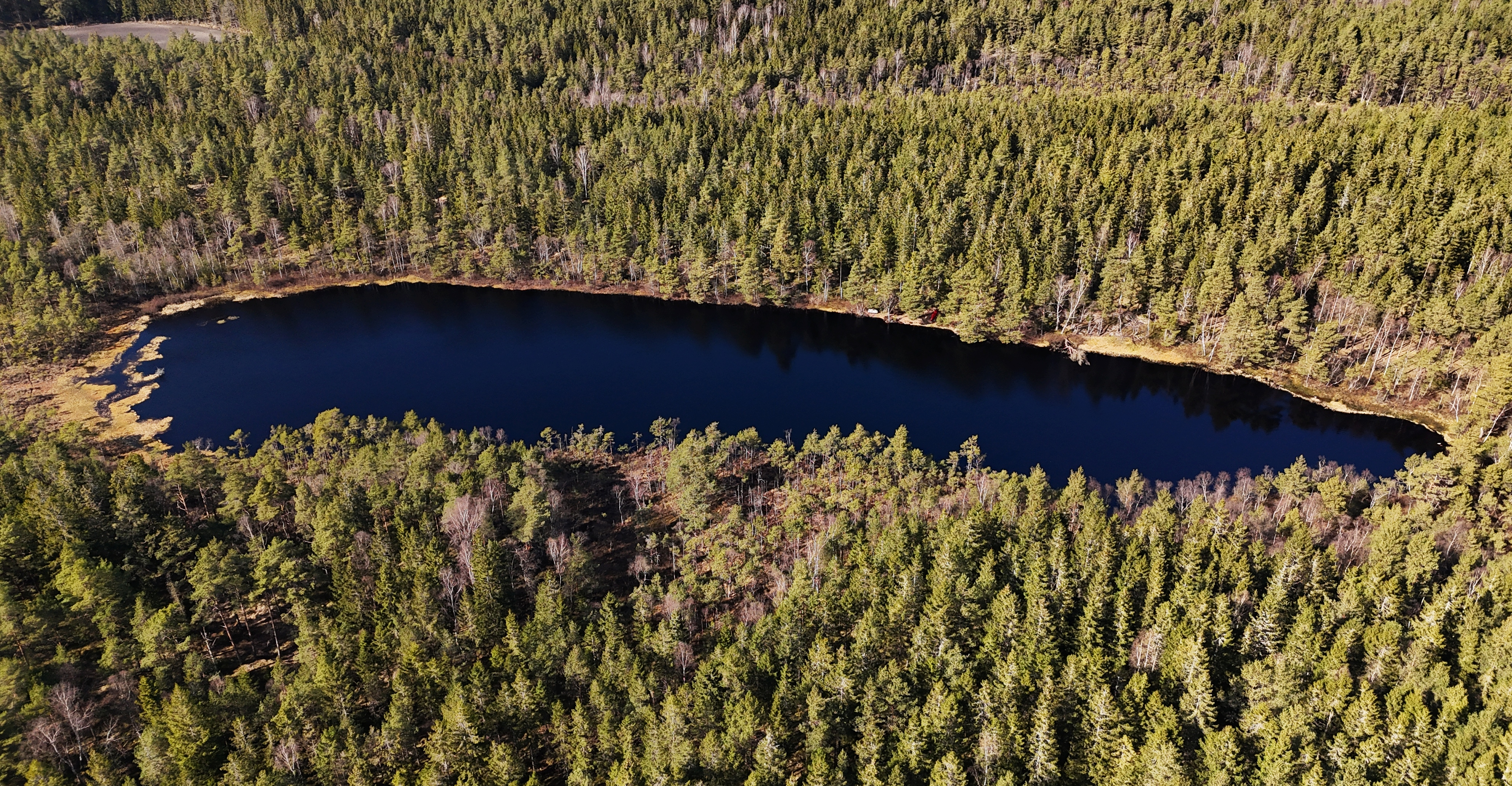
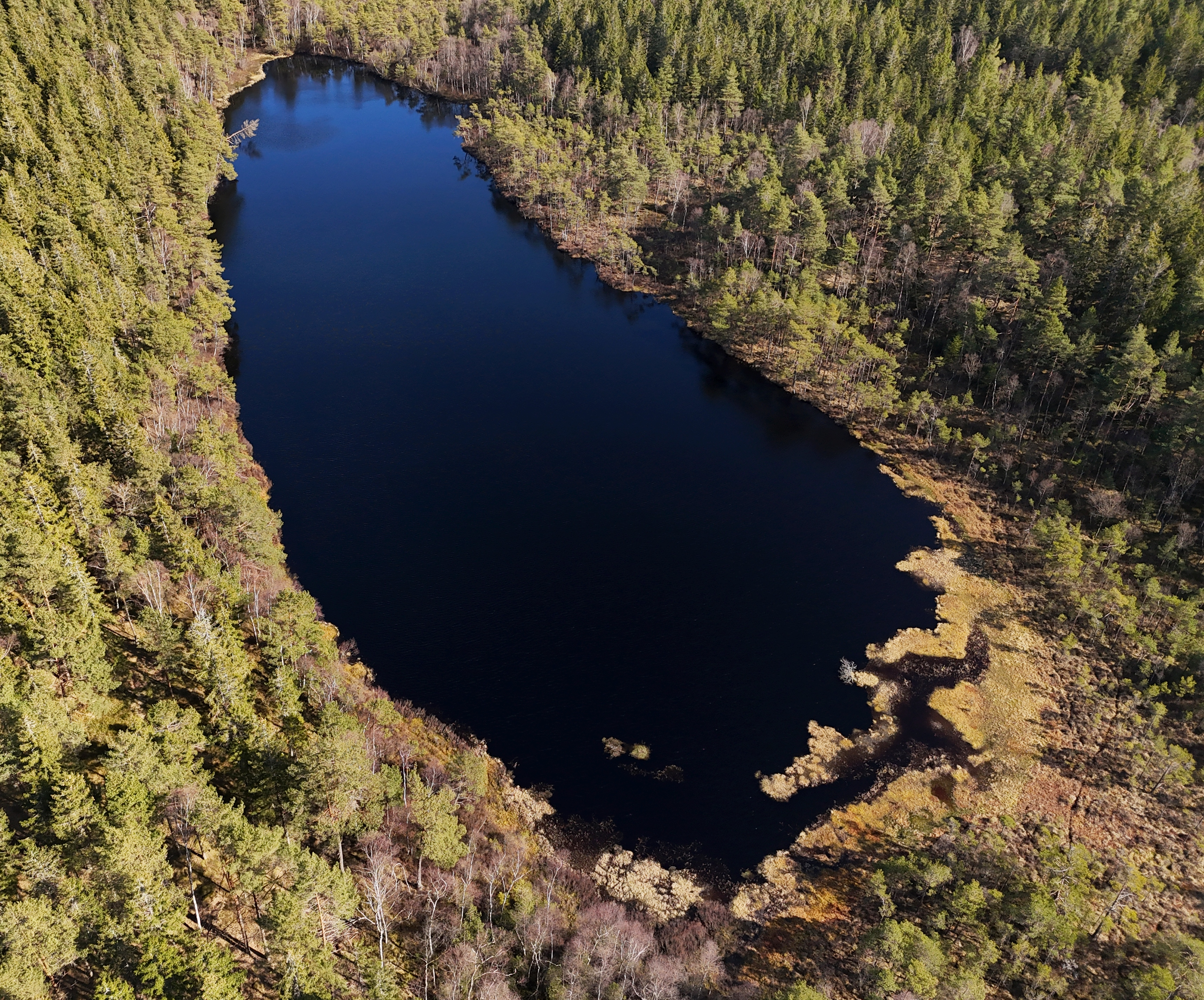